# Eutrichomyias rowleyi
El monarca de Rowley (Eutrichomyias rowleyi), es una especie de ave paseriforme de la familia Monarchidae endémica de Indonesia. Es la única especie del género Eutrichomyias.

## Distribución y hábitat
Es originario de las islas Sangihe en la provincia de Célebes Septentrional, Indonesia. Anteriormente conocido solamente por un espécimen recogido en 1873. Esta rara ave fue redescubierta en octubre de 1998 en torno a valles boscosos del monte Sahendaruman en el sur de Sangihe. Su dieta consiste principalmente en insectos y pequeños invertebrados. Está en peligro crítico de extinción por la pérdida de hábitat.